# Private Dancer (singolo)
Private Dancer è un singolo di Tina Turner, pubblicato nel 1985 dalla Capitol Records.

## Descrizione
Il singolo rappresenta la title track dell'album omonimo nonché uno dei singoli di maggior successo della cantante.
Il brano era stato originariamente pensato per l'album Love over Gold dei Dire Straits. Fu registrato, ma non venne aggiunta la traccia vocale dato che Mark Knopfler, l'autore del testo, si rese conto che non era una canzone adatta ad una voce maschile. Due anni dopo la canzone passò a Tina Turner, e poiché non fu possibile utilizzare la base originale se ne registrò una nuova appositamente.

## Successo commerciale
Ha raggiunto la posizione numero sette della Billboard Hot 100, e la numero tre della classifica statunitense R&B/Hip-Hop. Il singolo ebbe anche un discreto successo internazionale, soprattutto in alcuni paesi europei, dove riuscì ad entrare nella top 10.

## Tracce
Singolo 7"
1. Private Dancer – 3:54
2. Keep Your Hands Off My Baby – 3:40

Versioni ufficiali e remix
1. Private Dancer (7" Edit) – 3:54
2. Private Dancer (Album Version a.k.a. Full Length Mix (12")) – 7:11

## Classifiche
| Classifica (1985)    | Posizione più alta |
| -------------------- | ------------------ |
| US R&B Singles Chart | 3                  |
| Paesi Bassi          | 4                  |
| Polonia              | 4                  |
| Francia              | 7                  |
| US Billboard Hot 100 | 7                  |
| Svizzera             | 8                  |
| Irlanda              | 14                 |
| Germania             | 20                 |
| Australia            | 21                 |
| Regno Unito          | 26                 |
| US AC Singles Chart  | 30                 |